# Tulio Loza
Tulio Óscar Loza Bonifaz (Abancay, 6 de febrero de 1936) es un comediante, actor y empresario peruano. Trabajó en la radio, el teatro, el cine, y principalmente en la televisión. Su performance profesional abarca el desarrollo de diversos y variados personajes, por los cuales es más conocido, desde los atípicos y pícaros como 'Nemesio Chupaca Porongo' y 'El Soldadito' hasta los osados e improvisados aspirantes a político como 'Camotillo el Tinterillo'. Asimismo, se desempeña también como showman y animador. También, es más conocido por su rol de Emiliano Pampañaupa en la serie televisiva Al fondo hay sitio. Es hermano del también actor cómico Hugo Loza.

## Biografía
Nació en 1936 en Abancay, departamento de Apurímac. 
Estudió, como sus hermanos, en su ciudad natal, en escuelas fiscales y colegios nacionales. Al concluir sus estudios secundarios, alrededor del año 1957, sus padres lo envían a Lima para sus estudios superiores, pues en esa época, no había universidad en su ciudad natal. En Lima, en la Universidad Nacional Mayor de San Marcos estudió la carrera de Derecho.
Tulio Loza estuvo casado con Mirna Iriarte (actualmente divorciado) y tiene dos hijos, Ana Loza Iriarte y Tulio Loza Iriarte, quienes eventualmente en su niñez hicieron algunas apariciones televisivas junto a su padre.

## Carrera

### Carrera radial
Una de los primeros acercamientos de Tulio Loza al medio artístico fue su participación en el programa Loquibambia de Radio Central, en donde el aún novel comediante desarrolló un personaje basado en el perfil del típico provinciano de rasgos autóctonos, coloquialmente denominado cholo, pero con una actitud que rompía con los estereotipos de la época. Se trataba de un indígena recién llegado a la capital, que lejos de ser pasivo e ingenuo, presentaba más bien actitudes de burgués acriollado y pendenciero. Su fórmula original, el cholo audaz, gustó mucho porque era algo que no se había hecho aún y que nadie en ese momento imaginaba que podría existir algún día.
Según ha señalado el propio Tulio Loza, esta fórmula se habría forjado a manera de sana venganza al observar que los migrantes provenientes de las provincias del país, eran casi siempre objeto de burla en todo momento y en todo lugar en la capital. Y precisamente, sobre la base de esa misma burla que hacían los limeños creó a ese personaje avispado quechua hablante, orgulloso de sus raíces, que según palabras del mismo Loza "no solo enamoraba a la 'cholita' de la hacienda, sino también a la misma hija del patrón". Esa mixtura daría origen a su personaje Nemesio Chupaca Porongo.
Sus buenas actuaciones en la radio pronto interesarían a las televisoras, las que empezaron a requerirlo para desarrollar este personaje ante cámaras. En un inicio, Tulio Loza rechazó estas invitaciones al negarse a que Nemesio Chupaca Porongo se mostrara como un cholo tozudo e ingenuo, y solo aceptaría cuando se le permitió representarlo como el cholo avispado que él tanto quería mostrar. Así nació en televisión (dicho personaje que ya existía en la radio), su personaje más emblemático: “Nemesio".

### Carrera televisiva
Sus inicios en la televisión se darían a través de breves apariciones en programas cómicos y de entretenimiento. Uno de ellos fue el programa Bata pone el mundo a sus pies conducido por Kiko Ledgard y que se transmitía por el canal Panamericana Televisión. Allí, Tulio Loza participó en sketchs cómicos junto a Jesús Morales, Antonio Salim y Justo Espinoza, conocido como Petipán.
Posteriormente, el actor consiguió tener un programa propio que se llamó “Nemesio”. A los dos años, y con un esquema más logrado, salió al aire La Revista de Tulio, el cual conducía, el ya conocido actor vestido con esmoquin y escoltado por dos bellas modelos al estilo de un maestro de ceremonias, y en donde realizaba también diversos sketchs representando a su personaje del cholo.
A lo largo de su carrera, Tulio Loza llegaría a conducir diversos programas televisivos (sin orden cronológico) tales como: Telecholo, Camotulio, RequeteTulio, Cholo con CH, El Chowlo Loza, El show de Tulio Loza, Tulio de América a Cholocolor (transmitido por América Televisión, 1981-1983; 1993-1995), Cholo Chow, En la mira del éxito, GanaT con Tulio y otros. Sin embargo, fue investigado por la fiscalía anticorrupción por estar vinculado por la red de corrupción en el gobierno de Alberto Fujimori, aunque fue absuelto.
Durante esta sucesión de programas, el actor desarrolló nuevos personajes como El soldadito, Doña Lucha, Tulito y Tatiana, La Mona Lisa, Cornelio PeloTulio, y su recordado Camotillo, el Tinterillo (que se volvió a producir en los años 2000).
Incursionó también en el mundo de las telenovelas, protagonizando 2 títulos: Amor Serrano, donde interpretó al personaje principal: 'Máximo Yunque'; y en María de los Ángeles, donde interpretó al malvado "Rogelio" (primer rol de Loza como antagonista).
En el 2011, regresó a la televisión peruana con el programa Como es la cosa, que se transmitió por Willax Televisión en Perú.
En diciembre de 2011, aparece en una escena del episodio final de la tercera temporada de la serie Al fondo hay sitio. Al año siguiente, ingresó al elenco principal, en donde se mantuvo hasta el 2013, y donde regresó brevemente en el 2015.
En 2019, regresó a Willax Televisión con un nuevo programa, Tulio, el candidato. Este programa posteriormente se renombró a Camotillo, el Tinterillo.

### Carrera cinematográfica
Tras algunos años de trabajo continuo en televisión, y debido a cierta independencia económica adquirida hasta ese momento, Tulio Loza decidió fundar su propia empresa de cine denominada "Cinematográfica Apurímac S.A.", la cual inició sus operaciones en los años 1970. Previo a ello, protagoniza la película Nemesio en 1969, compartiendo roles con la modelo Gladys Arista.
Precisamente en esos años, Tulio Loza sería deportado a la Argentina por el gobierno del General Juan Velasco Alvarado, debido a que éste había sido criticado y satirizado por el actor a través de su personaje 'Camotillo, el Tinterillo'. Este exilio resultaría conveniente para Tulio Loza, quien pudo hacer cine junto a personajes importantes del humor y el espectáculo argentino como Jorge Porcel, Moria Casán, Antonio Gasalla y otros cómicos de amplio reconocimiento en ese país.
Es así que al regresar al Perú, el actor abre un lazo especial con aquel país de forma que allá se hacía el tratamiento de la películas que se filmaban aquí, además de traer elementos valiosos para el artista como es el caso de Bernardo Arias (director de cine), con quien hizo la película Nemesio, y más tarde Allpa Kallpa para cuyo rodaje el equipo de producción se trasladó a un alejado pueblo de la sierra, tomando como protagonista a toda una comunidad entera llamada Huasao, cerca de la ciudad del Cusco. Este último film, participó en el Festival Internacional de Cine de Moscú. Proyectada en su idioma original (Quechua y Español), con subtítulos en ruso durante el evento, la película fue premiada con el segundo lugar en 1975.
En 1983, el actor realiza una nueva coproducción Peruano-Argentina que se llamó Compre antes que se acabe donde se mostraba a Argentina en sus momentos de depresión económica y la manera en como mucha gente acudía a ese país a comprar tiendas enteras aprovechando que la moneda peruana todavía estaba fuerte. La película captó la atención tanto en Lima como en Argentina. Loza nuevamente compartió escenarios con grandes figuras argentinas, entre ellas, Víctor Laplace (quien hizo el papel de Perón en una sobresaliente versión argentina de Evita).

### Carrera teatral
El artista fue propietario del café teatro Cholíbiris ubicado en el distrito Limeño de Miraflores, en el que desde finales de los años 1970 llegó a montar más de quince obras, actuando en algunas de ellas y en otras participando como productor/director.
También trabajó en el Teatro Marsano con Osvaldo Cattone, actor argentino establecido y consagrado en el Perú, lanzando dos obras donde Loza era el protagonista. Una de ellas fue “La cena de los tarados”, obra teatral que fue aclamada por el público como una puesta en escena muy hilarante debido al personaje tozudo y a la vez tierno encarnado por Loza.

## El cholo en la carrera de Tulio Loza
Un elemento que indiscutiblemente resalta en la carrera actoral y cómica de Tulio Loza, ha sido su gran identificación con el poblador 'cholo' y humilde proveniente de las provincias alto andinas del Perú, al cual procuró revalorar, mostrándolo en sus personajes con un actitud irreverente, acriollada y positiva, muy distinta a la pasiva e ingenua con que los estereotipos tradicionales lo etiquetaban. Ejemplo de ello son sus clásicos personajes 'Nemesio Chupaca' y 'El Soldadito'.
Esta visión del actor respecto del nuevo rol que los 'cholos' venían asumiendo en la cambiante sociedad peruana de los años 1970 y 1980, se refleja en lo que alguna vez declaró, respecto de los seguidores del club de fútbol Universitario de Deportes, del cual es simpatizante:

«Universitario es el equipo de los cholos, porque Alianza es de los zambitos quimbosos, de callejón, mientras que a la crema la seguimos los serranitos que vienen a la capital a poner garra y salir adelante. Por eso, en los blanquiazules, los ídolos son malabaristas con la pelota, y los ídolos nuestros son entrega, esfuerzo y dejan la vida peleando una pelota».
Tulio Loza (2009).

Debido a la gran identificación del 'cholo de acero inoxidable' con el poblador humilde, en 1999 se le dedicó una baldosa en el barrio chino de Lima con la inscripción “Tulio Loza, Lanzó un cholo optimista sin complejos”.

## Distinciones
Inaugura y gana, representando al Perú, el primer festival del humor realizado en Colombia, venciendo a los cómicos “número uno” de los principales países latinoamericanos; entre ellos, estaban Tin Tan (México), Verdaguer (Uruguay), Olmedo (Argentina), y los cómicos principales de Chile, Colombia y Venezuela. También fue invitado en la Feria del Hogar en 1982.
En el año 1987, es invitado a Nueva Jersey (EE. UU.) para ser el “Gran Mariscal” de la colonia peruana en aquella ciudad.
En el año 1999, se le dedica una baldosa en el barrio chino de Lima con la inscripción “Tulio Loza, Lanzó un 'cholo' optimista sin complejos”.
Por esos años, regresa a visitar su tierra después de mucho tiempo y es recibido entusiastamente por las autoridades. Es nombrado “Hijo predilecto de Abancay”, ante el himno y bandera nacionales.
Apareció su nombre junto a la de otros personajes ilustres, en el Diccionario Histórico y Biográfico del Perú de MILLA BATRES (siglos XV-XX, tomo V, páginas 295-296).
A fines de 2010, Loza, junto a otros 49 artistas peruanos, fue distinguido por su trayectoria con la Medalla de Lima en una ceremonia organizada por la Municipalidad de Lima.
En marzo de 2023, el grupo conservador Coordinadora Republicana distinguió a Loza junto a figuras como Carlos Álvarez, Luis Giampietri, Erasmo Wong, José María Salcedo y Miklos Lukacs.

## Filmografía

### Cine
- Nemesio (1969) como Nemesio Chupaca Porongo.
- Clínica con música (1974).
- Allpa Kallpa (1975) como Nemesio Chupaca Porongo.
- Alejandra, mon amour (1980).
- Abierto día y noche (1981).
- Se acabó el curro (1983).
- Evita.[¿quién?]
- Calichín (2016) como Dr. Huancacusi.
- La Foquita: El 10 de la calle (2020) como Don Jorge.

### Televisión

#### Programas
- La peña Ferrando como él mismo (actor cómico).
- Bata pone el mundo a sus pies como él mismo (actor cómico) y Nemesio Chupaca Porongo.
- Nemesio como él mismo (presentador y actor cómico), Nemesio Chupaca Porongo y varios roles.
- La revista de Tulio como él mismo (presentador y actor cómico), "El Cholo" y varios roles.
- Telecholo como él mismo (presentador y actor cómico), Camotillo, el Tinterillo, "Piquichón" y varios roles.
- Camotulio como él mismo (presentador y actor cómico), Camotillo, el Tinterillo,"Piquichón" y varios roles.
- Tulio de América a Cholocolor (1981-1983/1993-1996) como él mismo (presentador y actor cómico) y varios roles (también director).
- RequeteTulio (1982/1987-1988) como él mismo (presentador y actor cómico), Tulio "Tulito" y varios roles.
- Yo te mato Fortunato (1983-1984) como él mismo.
- Cholo con CH como él mismo (presentador y actor cómico), "El Soldadito" y varios roles.
- El Chowlo Loza como él mismo (presentador y actor cómico) y varios roles.
- El show de Tulio Loza como él mismo (presentador y actor cómico) y varios roles.
- En la mira del éxito (1991-1993) como él mismo (presentador y actor cómico) y varios roles.
- Cholo Chow (1997-1998) como él mismo (presentador y actor cómico), Cornelio PeloTulio y varios roles.
- GanaT con Tulio como él mismo (presentador y actor cómico) y varios roles.
- Noche de estrellas (2003).
- Cara a cara.
- ¿Cómo es la cosa? (2011) como él mismo (presentador y actor cómico) y varios roles.
- Teletón 2011: Unámonos para cambiar pena por alegría (2011) como él mismo (presentador del backstage).
- Humor.com (2014) como él mismo (presentador y actor cómico) y varios roles.[23]
- Tulio, el candidato (2019) como él mismo (presentador y actor cómico), Tulio, el candidato y varios roles.
- Camotillo el Tinterillo (desde 2020) como él mismo (presentador y actor cómico), Camotillo, el Tinterillo y varios Roles.

#### Series y telenovelas
- La familia Peregil (1996-1997).
- Amor serrano (1998) como Máximo Yunque.
- María de los Ángeles (2005) como Rogelio.
- Al fondo hay sitio (2011-2013/2015) como Don Emiliano Pampañaupa.[10]
- Conversación en La Catedral (¿?) como Senador Landa.

### Spots publicitarios
- Diario Ojo (1968).[24]

### Radio
- Loquibambia como Nemesio Chupaca Porongo "El Cholo".

### Café teatro
- Cholíbris (Actor, Director y Productor).

### Teatro
- La Paloma la Traigo Yo (1985) (Actor, Director y Productor).
- Un Huevo Mundo (1992) (Actor, Director y Productor).
- La Cena de los Tarados (2000) (Teatro: Teatro Marsano) (Actor).
- Al fondo hay sitio (2012) como Don Emiliano Pampañaupa.

### Eventos
- El festival del humor.[¿quién?]